# White Mountain Lake
White Mountain Lake è un census-designated place (CDP) della Contea di Navajo nello Stato dell'Arizona, Stati Uniti d'America.